# کتابشناسی آیزاک آسیموف
کتابشناسی آیزاک آسیموف (انگلیسی: Isaac Asimov Bibliography)
در کل می‌توان آثار آیزاک آسیموف را از نظر زمان داستان به ۳ دسته کلی تقسیم کرد:
1. آثار زمان حال (معمای پروفسور)
2. آثار زمان آینده در زمان قدرت کره زمین (تکاور فضا)
3. آثار زمان آینده دور در زمان افت قدرت کره زمین (خورشید عریان)

از نظر داستانی تمام آثار وی دارای مضمون پلیسی و جنایی به صورت عجیب و خارق‌العاده هستند. کتاب‌های وی دارای شخصیت‌های ثابت که در چند کتاب به طور مسلسل حضور دارند هستند.